# Bunolagus monticularis
Bunolagus monticularis е вид бозайник от семейство Зайцови (Leporidae), единствен представител на род Bunolagus. Видът е критично застрашен от изчезване.

## Разпространение
Разпространен е в Южна Африка (Западен Кейп и Северен Кейп).